# Librería Rafael Alberti
La Librería Rafael Alberti de Madrid es una librería española situada en Madrid que abrió sus puertas en 1975 durante la Transición española. Ha sido reconocida en diversas ocasiones por distintos organismos e instituciones.

## Historia
La Librería Rafael Alberti fue fundada en el madrileño barrio de Argüelles en 1975 por Enrique Lagunero, hermano del filántropo comunista Teodulfo Lagunero que aportó el capital inicial. Ambos eran amigos del poeta Rafael Alberti, que en aquella época era un símbolo de la cultura española en el exilio, por lo que se bautizó con su nombre a la librería. Desde que abrió en 1975, se convirtió en un espacio de resistencia por la democracia parte de editores y periodistas.
A finales de la década de los años 1970, Lagunero decidió cerrar la librería. Lola Larumbe comenzó a dirigir la librería en noviembre de 1979.

## Reconocimientos
En 2004, los editores independientes de Madrid le concedieron a la Librería Rafael Alberti el Premio Bibliodiversidad por la variedad y riqueza de su fondo editorial, con más 17.000 títulos. En el año 2005, la librería fue galardonada por el Ministerio de Cultura y la CEGAL con el V Premio Librero Cultural por su proyecto Encuentros en Alberti.
En 2019, fue reconocida por la Federación de Gremios de Editores de España (FGEE) con el premio Boixareu Gineasta, por su labor en la difusión de la literatura y los libros y la trayectoria de Lola Larumbe.
1. 1 2  «Librería Rafael Alberti, premio 'Boixareu Ginesta' al Librero del Año». La Vanguardia. 11 de junio de 2019. Consultado el 6 de enero de 2022.
2. 1 2 3  «Lola Larumbe: «La literatura tiene un espíritu de resistencia»». theobjective.com. 23 de octubre de 2022. Consultado el 23 de enero de 2023.
3. 1 2  Blanco, Raquel (1 de febrero de 2013). «Librerías con encanto: Librería Rafael Alberti (Madrid) - Jot Down Cultural Magazine». Consultado el 15 de julio de 2023.
4. 1 2  EuropaPress (11 de junio de 2019). «La librería Rafael Alberti de Madrid, premio Boixareu Ginesta al librero del año». elperiodico. Consultado el 15 de julio de 2023.
5. 1 2  «Lola Larumbe: "Las campañas de promoción de la lectura han sido un fracaso"». Crónica Global. Consultado el 6 de enero de 2022.
6. 1 2  País, El (11 de junio de 2019). «La librería Alberti de Madrid, premio Boixareu Ginesta 2019». El País. ISSN 1134-6582. Consultado el 6 de enero de 2022.

- Datos: Q120676514